# Kvinna med luta
Kvinna med luta är en oljemålning av Johannes Vermeer från omkring 1662–1663.

## Beskrivning av målningen
Målningen visar en kvinna som sitter och stämmer en luta bakom ett bord, med ansiktet svagt belyst genom ett stängt fönster. Hon tittar snett bort från betraktaren, ut genom fönstret. På bordet ligger nothäften. På golvet ligger i förgrunden en viola da gamba och står två stolar. På väggen hänger en karta över Europa som ritats av den nederländske kartografen Joducus Hondius (1512–1595) och tryckts i en första upplaga omkring 1613.

## Proveniens
Målningens tidiga ägare är inte kända. Den är känd först från 1817 då den såldes efter konsthandlarna Philippus van der Schley (1724–1817 och Daniel du Pré i Amsterdam.
Den köptes mot slutet i Paris av 1800-talet av järnvägsmagnaten Collis Potter Huntington (1821–1900) från New York. Den innehades efter hans död 1900 av släktingar till honom fram till 1925, då den överlämnades till Metropolitan Museum of Art i New York enligt en donation av Collis Potter Huntington.

## Kvinnor som spelar instrument hos Johannes Vermeer

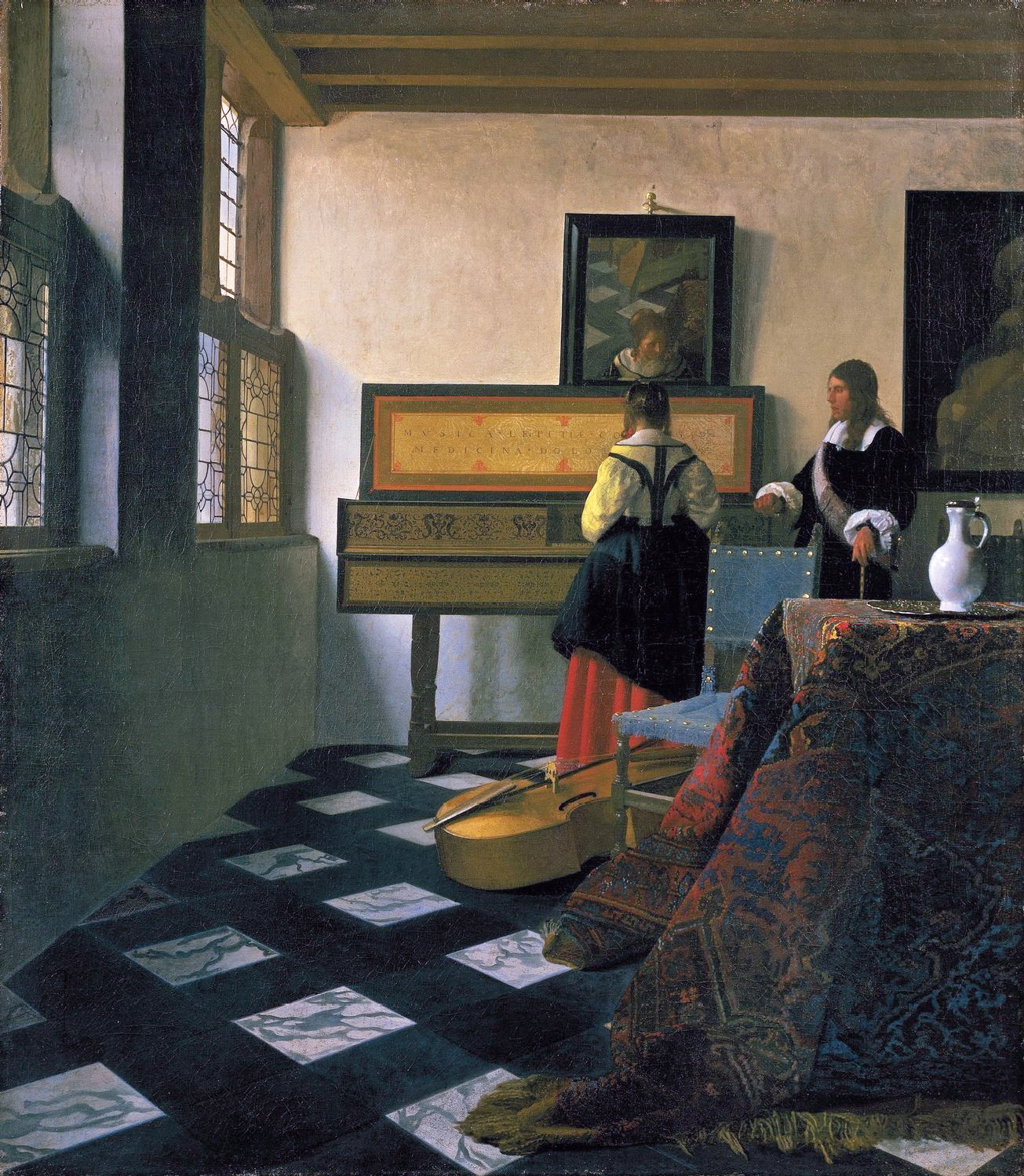
Musiklektionen, 1662–65
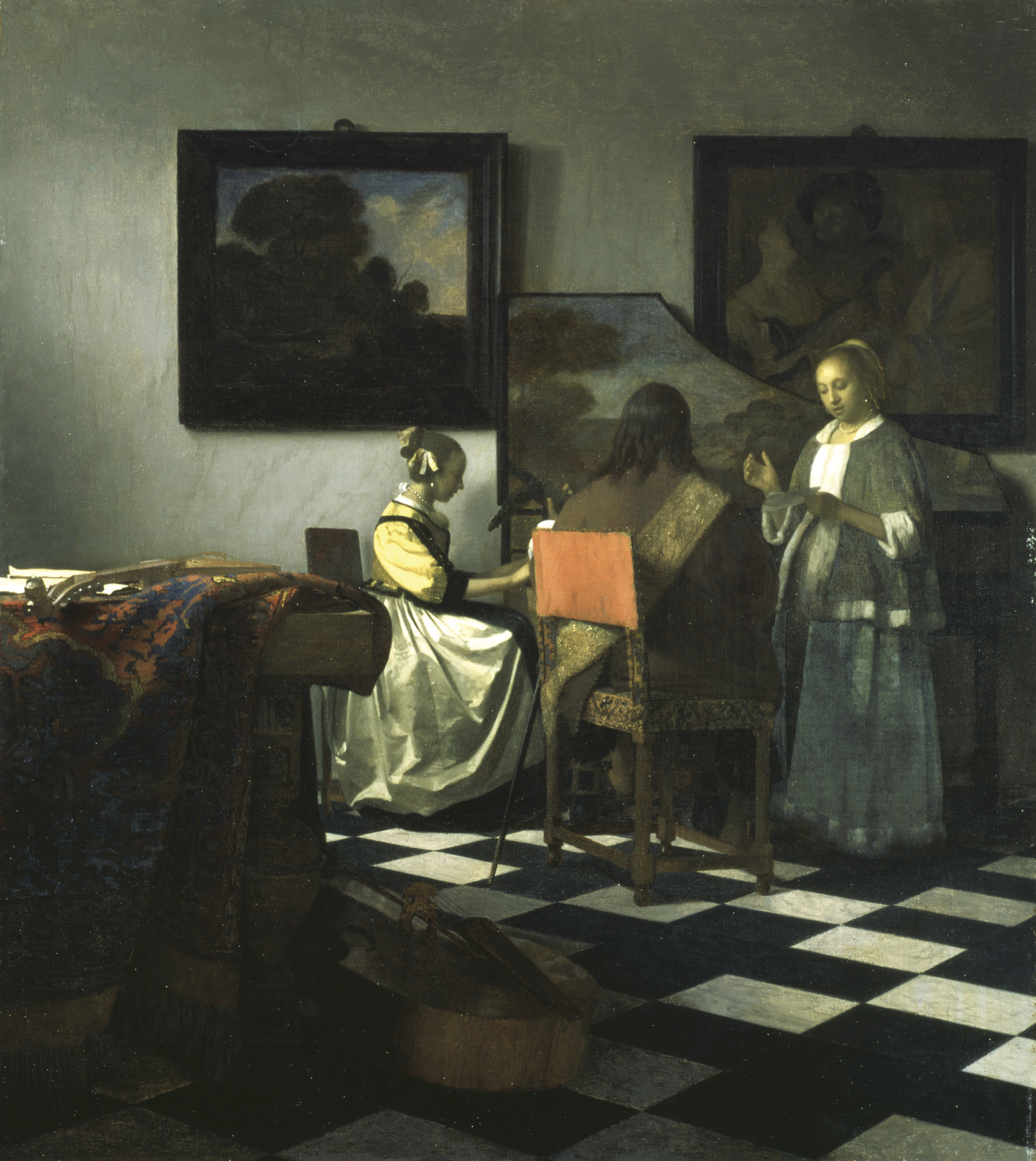
Konserten (Vermeer), omkring 1664
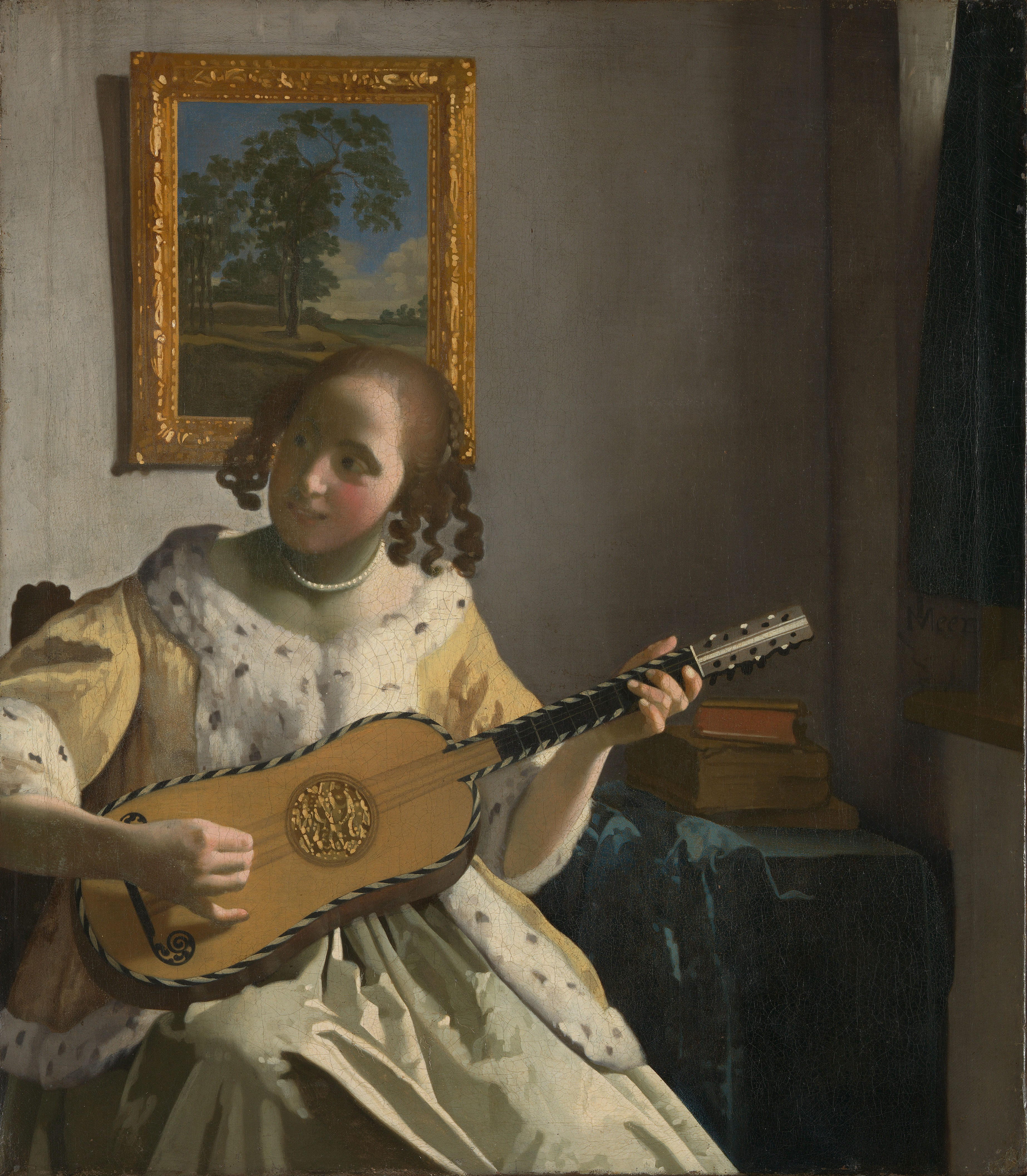
Gitarrspelerskan, 1670–72
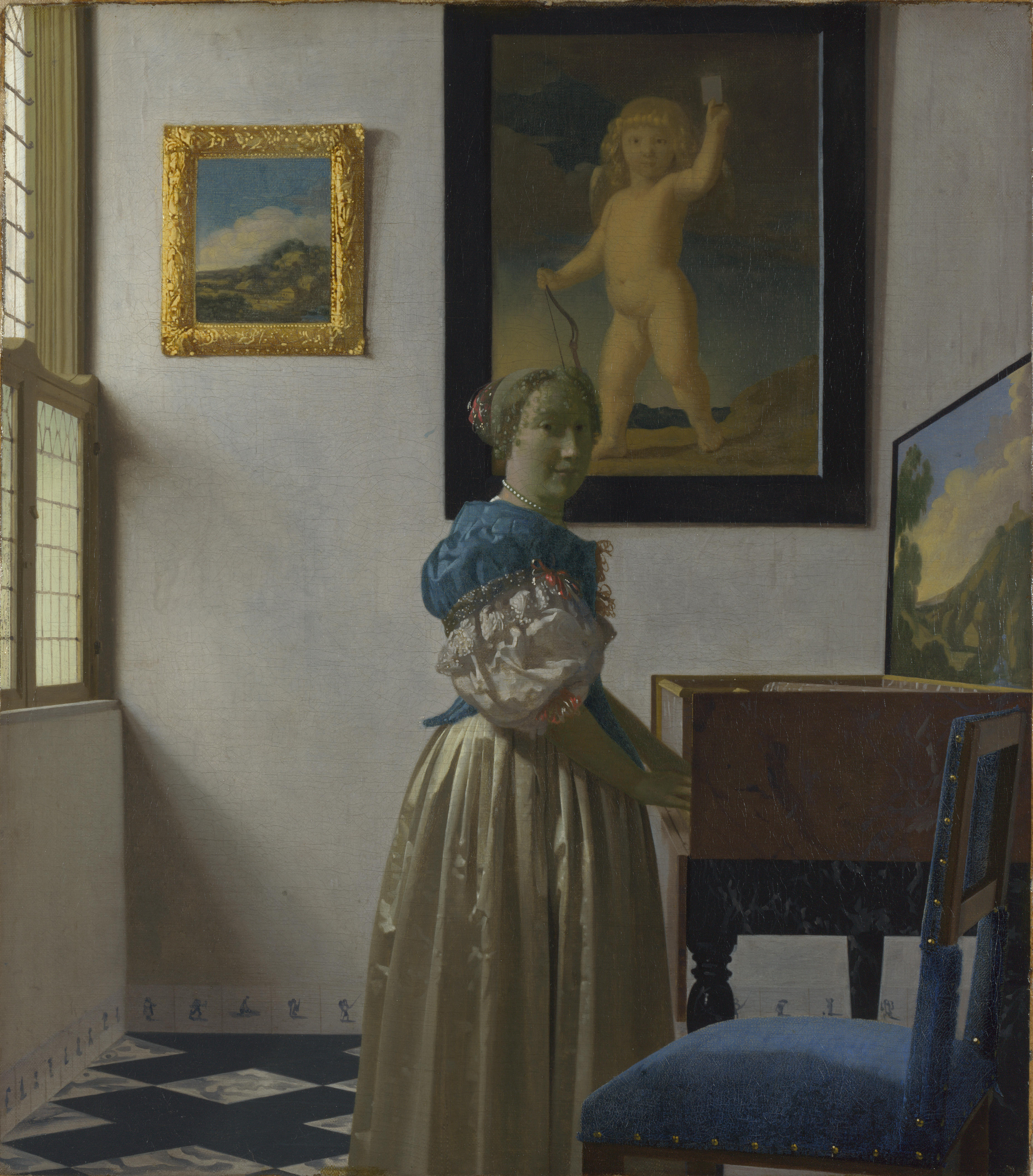
Kvinna som står vid en cembalo, 1670–72
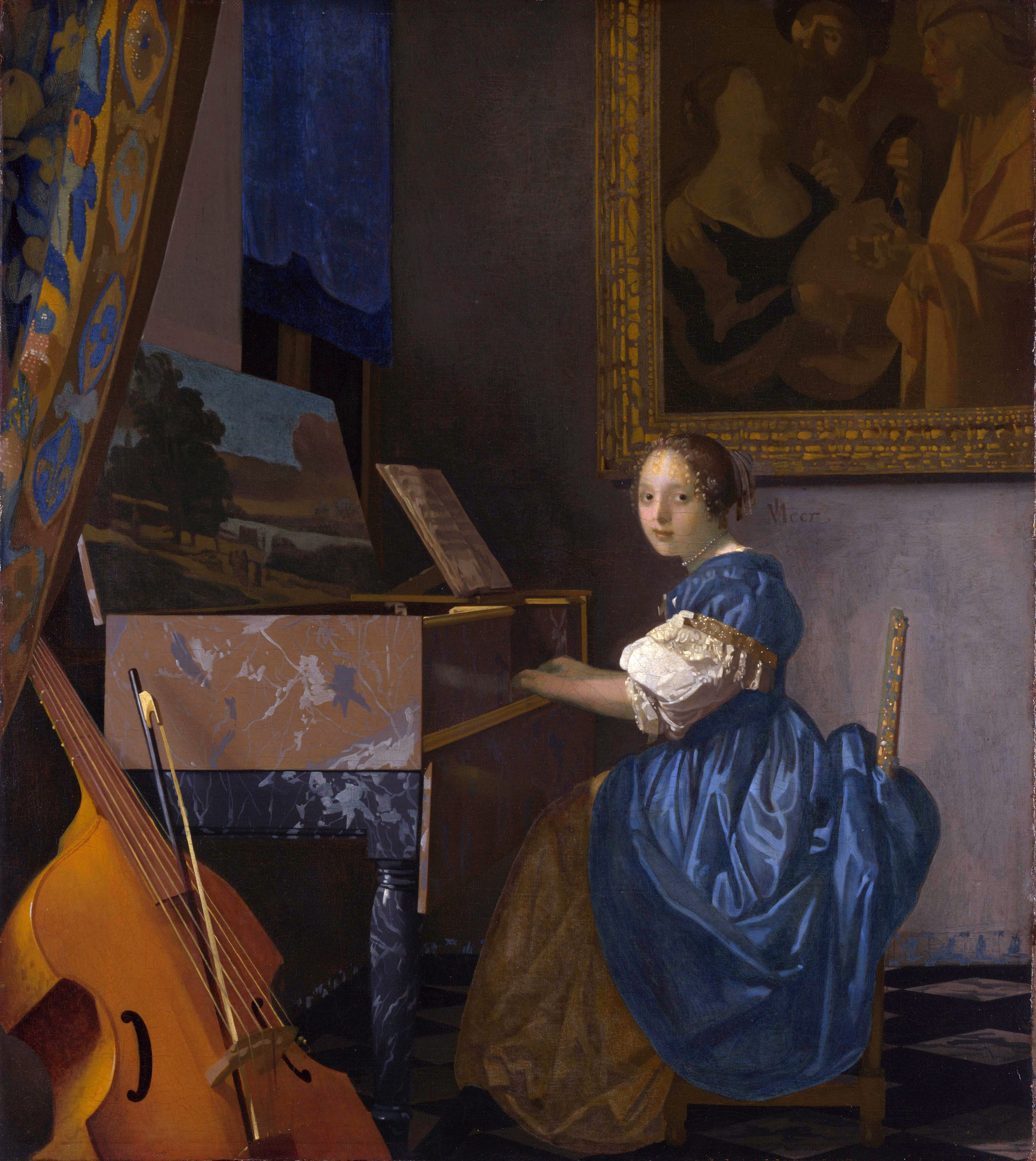
Dam som sitter vid en cembalo, 1670–72

## Musikmotivet i annan samtida konst

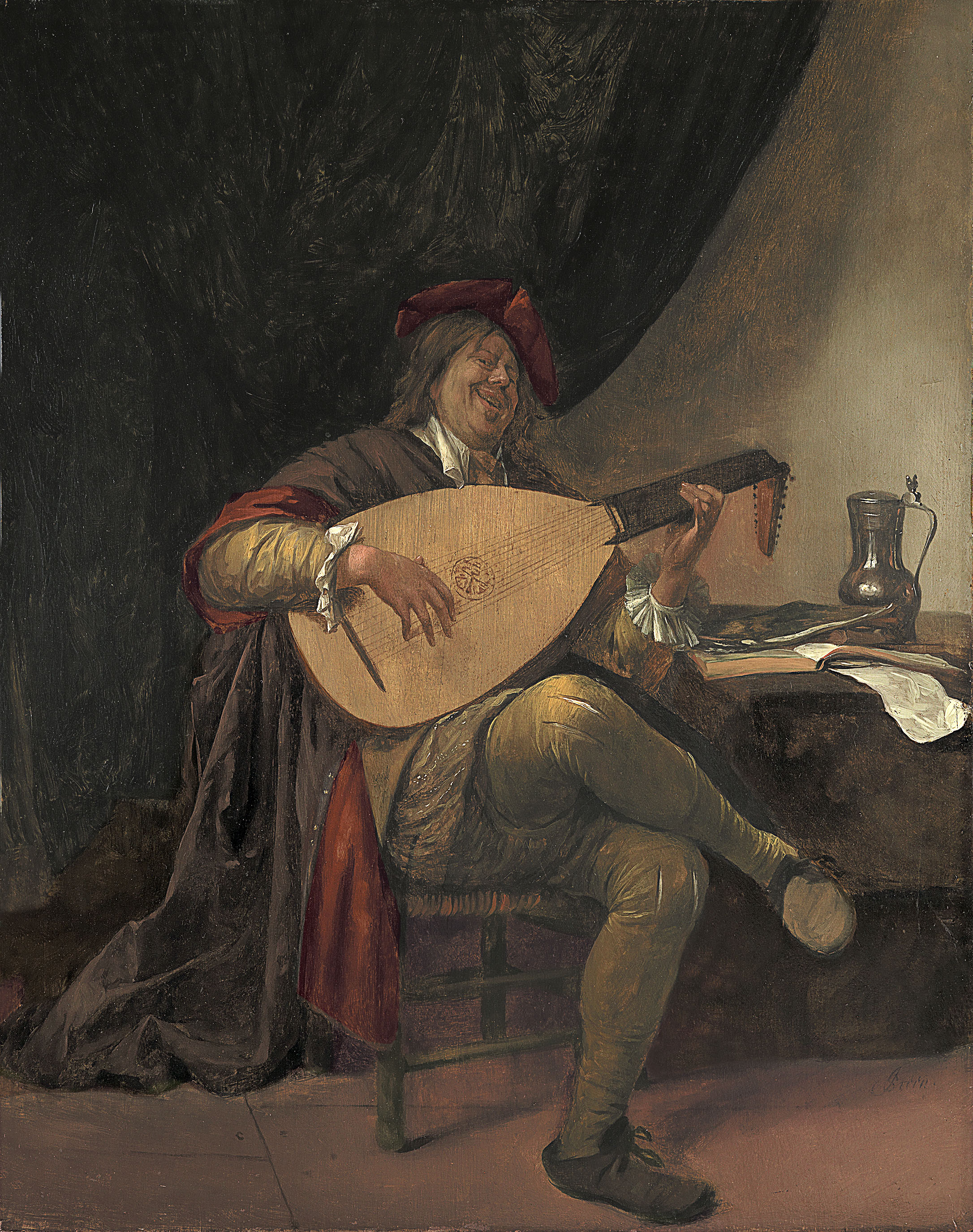
Självporträtt med luta av Jan Steen, 1660–63
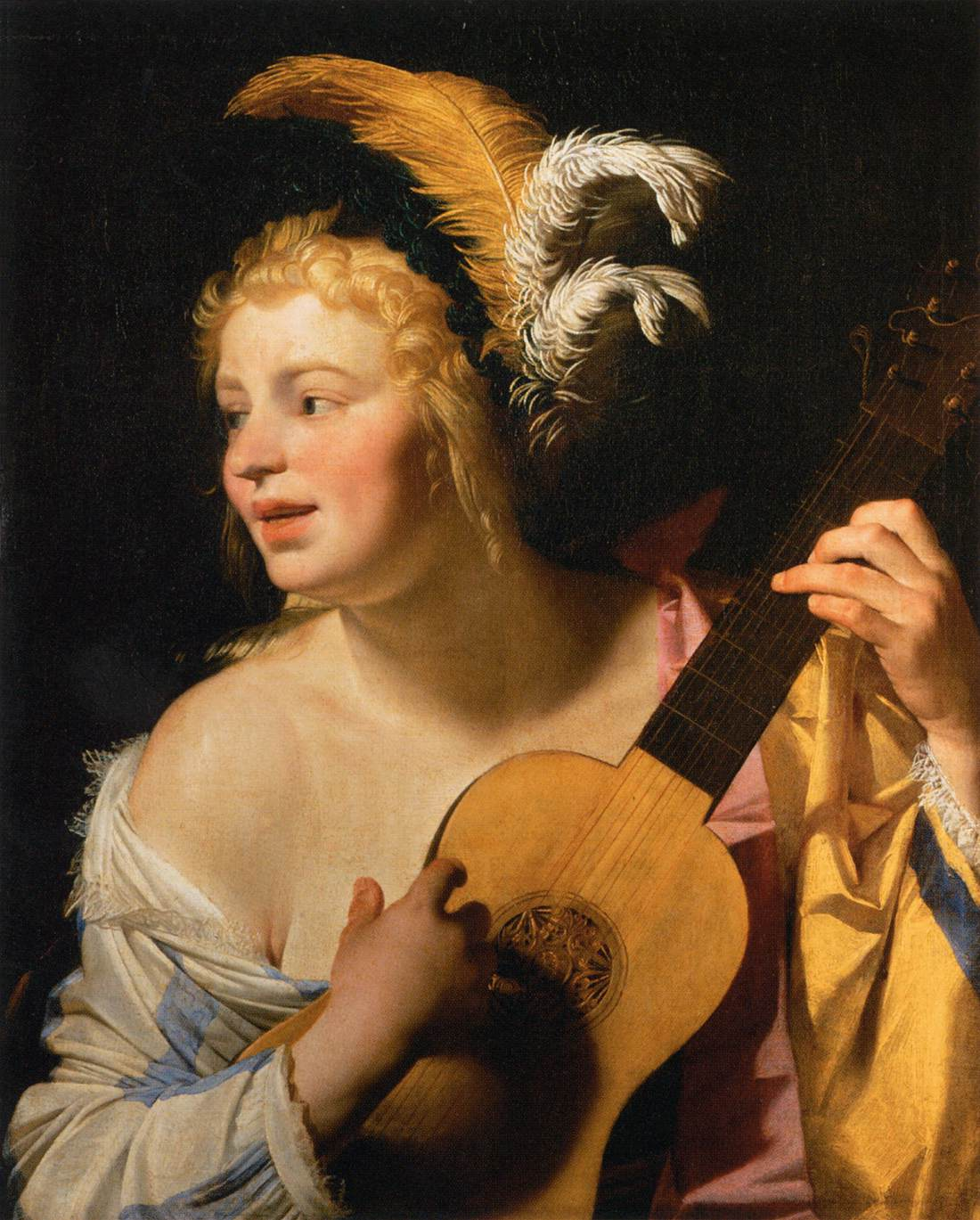
Kvinna som spelar luta av Gerard van Honthorst , 1624
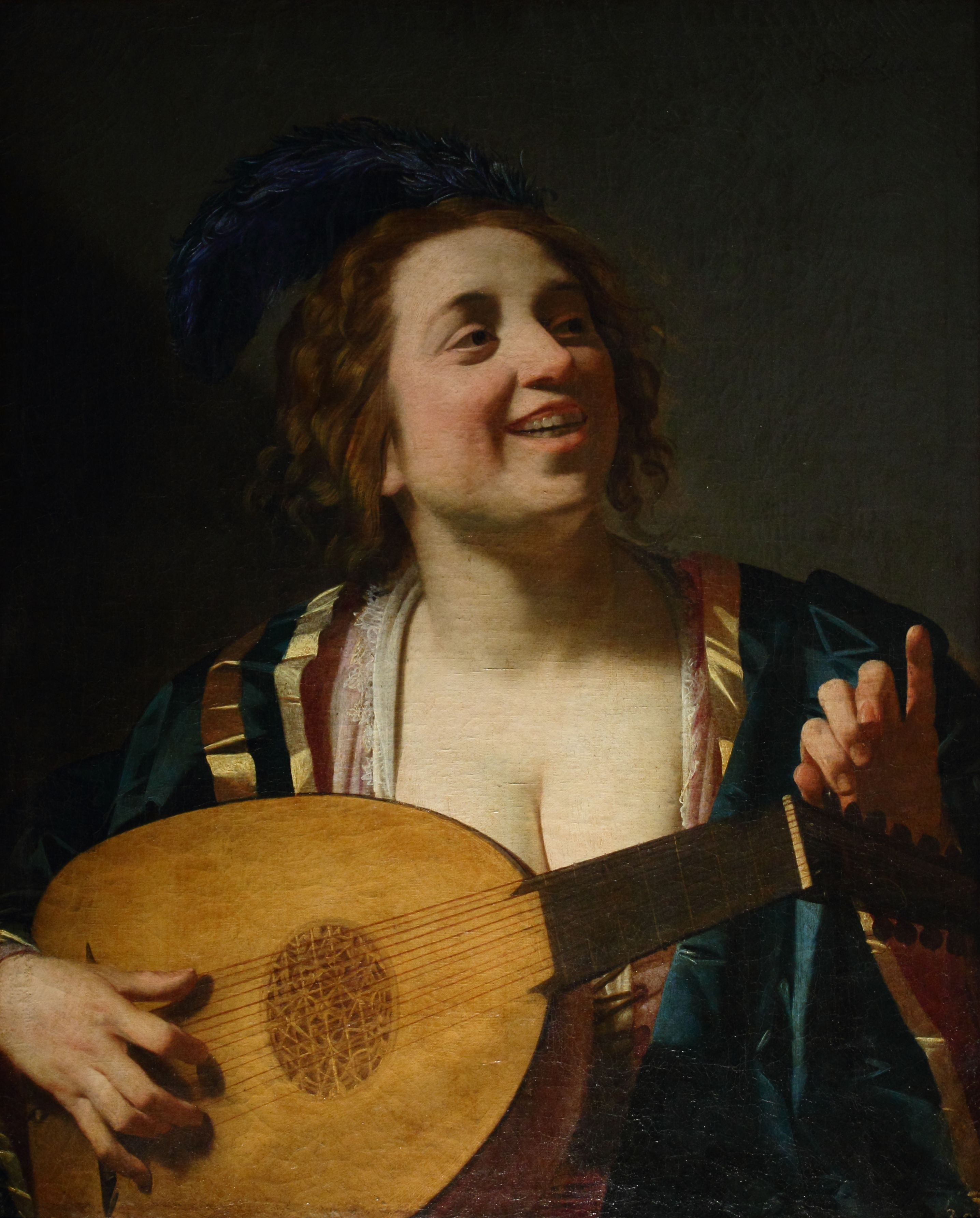
Kvinna som tar ut ackord på sin luta av Gerard van Honthorst , 1624
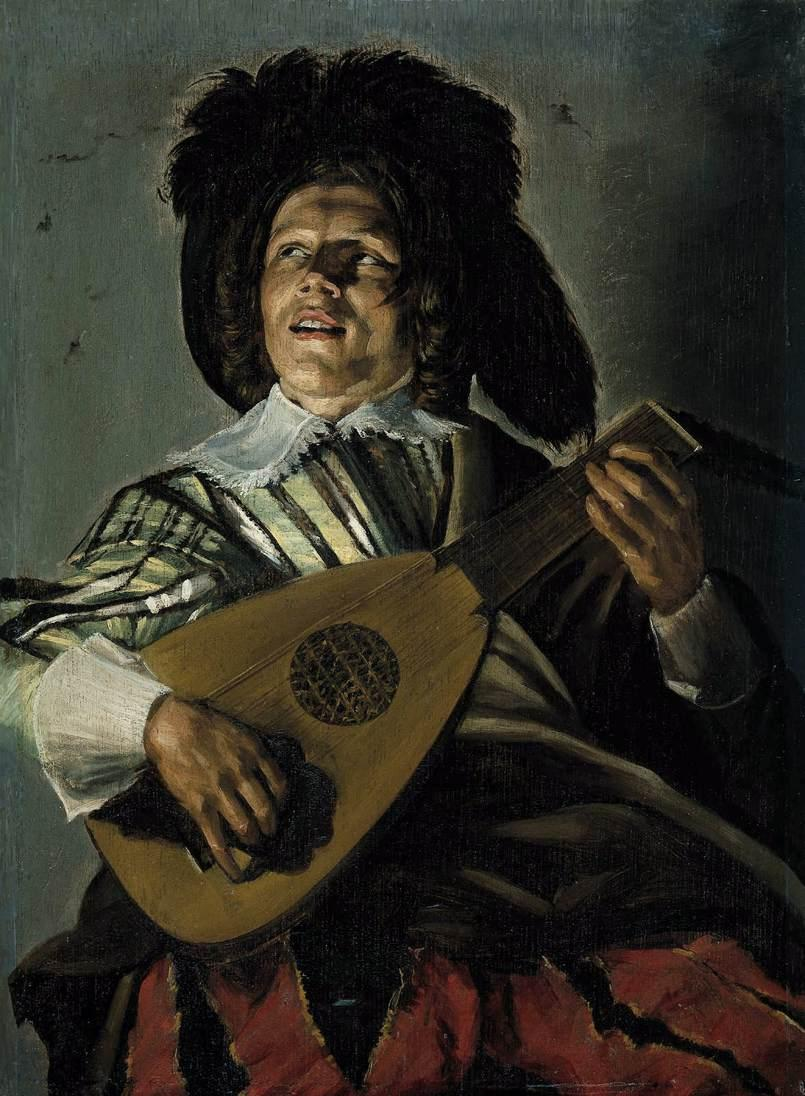
Serenad av Judith Leyster, 1629
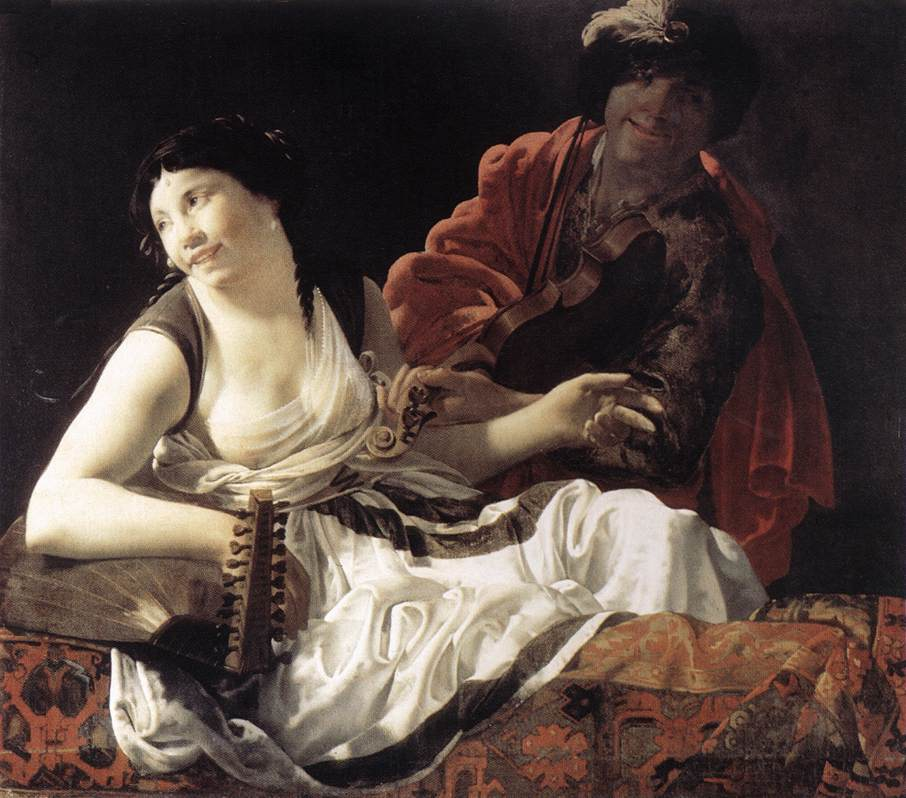
Konserten av Hendrick ter Brugghen, 1629